# Kevin Costner
Kevin Michael Costner (Lynwood, Kalifornija,18. siječnja 1955.) američki filmski glumac i redatelj koji često sam producira svoje filmove. Jedan je od rijetkih glumaca koji nikada nisu snimili niti jedan nastavak svojih najuspješnijih filmova ili uloga koje su ostvarili. 

## Životopis

### Rani život
Rođen je u Lynwoodu u Kaliforniji kao najmlađi od trojice sinova Williama Costnera, elekričara, i Sharon Tedrick. Nenametljiv i tih kao osoba, ali ipak jedan od najprepoznatljiviih lica današnjeg Hollywooda, Kevin Costner proveo je djetinjstvo u stalnoj selidbi jer je to zahtijevao očev posao. Talentiranost i svestranost pokazuje već kao dječak pjevajući u crkvenom zboru, pišući poeziju i pohađajući satove kreativnog pisanja. U srednjoj školi niže uspjehe i poznat je kao nogometna, košarkaška i baseball zvijezda. Upisuje California State University u Fullertonu, gdje je 1978. diplomirao poslovni menadžment.
Costner je još tijekom studija počeo pokazivati interes za glumu pa je počeo odlaziti na večernje satove glume, pet dana u tjednu. Kasnije je kratko radio za jednu kalifornjsku marketinšku tvrtku. Tijekom slučajnog susreta s glumcem Richardom Burtonom, koji je s njim započeo razgovor, Burton ga je savjetovao da krene putem koji stvarno želi i ako je to gluma neka jednostavno postane glumac. U to se vrijeme Costner oženio Cindy Silvom, amerikankom portugalskog podrijetla. Uskoro je dao otkaz i zajedno sa suprugom otišao u Hollywood gdje je radio na ribarskim brodovima, kao vozač kamiona te na turističkim vožnjama čije su teme bili domovi slavnih. Tako je uspijevao prehranjivati sebe i suprugu, a uz to je obilazio i audicije.

### Karijera
Costner se 1983. pojavio u reklami za Apple Lisu. Dobio je ulogu u hitu Velika jeza. Snimio je nekoliko scena koje su planirane kao prisjećanja, ali izbačene su iz filma prije završne verzije. U filmu je glumio prijatelja koji je počinio samoubojstvo, oko čega se vrti cijela radnja filma. Ipak, on se u filmu pojavljuje samo u uvodnoj sceni kad ga pogrebnik odijeva za sahranu. Costner je bio prijatelj redatelja filma, Lawrencea Kasdana, koji mu je kasnije obećao ulogu u jednom od njegovih budućih projekata. Tako je Costner dobio glavnu ulogu u vesternu Silverado iz 1985. 
Dvije godine kasnije Costner će dobiti pravu priliku s filmovima Bez izlaza i Nedodirljivi (oba 1987.). Bejzbolska iskustva iz srednje škole pomogla su mu u dva baseball filma: Bull Durham (1988.) i Polje snova (1989.). Oba filma su postigla značajan uspjeh u blagajnama kina, pa se Costner mogao posvetiti režiranju. 
S budžetom od 18 milijuna dolara odlazi snimati vestern bajku kakvu Hollywood nije godinama vidio, Ples s vukovima (1990.). Film je bio nominiran za 12 Oscara, a osvojio ih je sedam, među kojima je dva Oscara dobio i Costner osobno - u kategorijama za najbolji film i za najboljeg redatelja, a Costnerova slava postala je neupitna. Sioux manjina mu je povodom filma darovala komad zemlje na kojem je sagradio golf teren. Zatim je snimio drugu kostimiranu epsku bajku, Robin Hood: Princ lopova (1991.) koji je također zabilježio značajan uspjeh u blagajnama kina. Iste godine glumi u hitu Olivera Stonea JFK (1991.), za koji mu je uloga bila ponuđena tek kada je istu odbio Harrison Ford.
Činilo se da Costner ne može pogriješiti jer je i sljedeći film, Tjelohranitelj (1992.), s poznatom pjevačicom Whitney Houston, gledajući novčani dobitak, prošao odlično. Ipak, došlo je i vrijeme kada mu je krenulo nizbrdo. Filmovi: Savršeni svijet (1993.), Vodeni svijet (1995.) i Poštar (1997.) dočekani su s razočaranjem. 1997. će propustiti izvanrednu ulogu predsjednika SAD-a u blockbusteru Air Force One koja je bila pisana baš za njega. Costner je čak i sudjelovao u nastanku scenarija 1996. Morao je odustati od uloge zbog kašnjenja filma Poštar, pa je nazvao Harrisona Forda i ponudio mu ulogu koju je ovaj s oduševljenjem prihvatio, a kasnije je često komentirao kako mu je neizmjerno zahvalan zbog toga.
1998. snimio je romantičnu dramu Poruka u boci i ponovno se vratio ulozi omiljenog sportaša u filmu For Love of the Game. U uspješnom filmu Trinaest dana portretirao je Johna F. Kennedyja. Zadnji redateljski uradak u kojem ima i jednu od glavnih uloga je vestern Otvorena prostranstva (2003.), koji je bio hvaljen od kritike, ali nije postigao značajniji financijski uspjeh.

### Privatni život
Rastao se od svoje prve ljubavi, Cindy Silva, s kojom ima troje djece i zaručio se s Christine Baumgartner 2003. Roditelj je jednog vanbračnog djeteta za koje mu je utvrđeno očinstvo krvnom pretragom i čija je majka Bridget Rooney.

## Filmografija
| Godina | Naslov                                          | Uloga                     | Bilješke                         |
| ------ | ----------------------------------------------- | ------------------------- | -------------------------------- |
| 1982.  | Chasing Dreams                                  | Ed                        |                                  |
| 1982.  | Noćna smjena                                    | Frat Boy #1               |                                  |
| 1982.  | Frances                                         | Luther (Čovjek u uličici) |                                  |
| 1983.  | Stacy's Knights                                 | Will Bonner               |                                  |
| 1983.  | Stol za petero                                  | Mladenac                  |                                  |
| 1983.  | Velika jeza                                     | Alex                      | Scene izbrisane                  |
| 1983.  | Oporuka                                         | Phil Pitkin               |                                  |
| 1984.  | The Gunrunner                                   | Ted                       |                                  |
| 1985.  | Fandango                                        | Gardner Barnes, Groover   |                                  |
| 1985.  | Silverado                                       | Jake                      |                                  |
| 1985.  | Američki letači                                 | Marcus Sommers            |                                  |
| 1986.  | Sizzle Beach, U.S.A.                            | John Logan                | Snimano 1974.                    |
| 1986.  | Shadows Run Black                               | Jimmy Scott               |                                  |
| 1987.  | Nedodirljivi                                    | Eliot Ness                |                                  |
| 1987.  | Bez izlaza                                      | Poručnik Tom Farrell      |                                  |
| 1988.  | Bull Durham                                     | Crash Davis               |                                  |
| 1989.  | Polje snova                                     | Ray Kinsella              |                                  |
| 1990.  | Osveta                                          | Michael 'Jay' Cochran     |                                  |
| 1990.  | Ples s vukovima                                 | Poručnik Dunbar           | Redatelj i producent             |
| 1991.  | Madonna: Truth or Dare                          | On sam, nepotpisan        | dokumentarni film                |
| 1991.  | Robin Hood: Princ lopova                        | Robin od Locksleyja       | Producent                        |
| 1991.  | JFK                                             | Jim Garrison              |                                  |
| 1992.  | Amazing Stories: Book One, epizoda: The Mission | Kapetan                   | Arhivski materijal               |
| 1992.  | Oliver Stone: Inside Out                        | On sam                    | dokumentarni film                |
| 1992.  | Beyond 'JFK': The Question of Conspiracy        | On sam                    | dokumentarni film                |
| 1992.  | Tjelohranitelj                                  | Frank Farmer              | Producent                        |
| 1993.  | Savršeni svijet                                 | Robert 'Butch' Haynes     |                                  |
| 1994.  | Stoljeće filma                                  | On sam                    | dokumentarni film                |
| 1994.  | Wyatt Earp                                      | Wyatt Earp                | Producent                        |
| 1994.  | Rat                                             | Steven Simmons            |                                  |
| 1995.  | Vodeni svijet                                   | Mariner                   | Producent i nepotpisani redatelj |
| 1996.  | Tin Cup                                         | Roy 'Tin Cup' McAvoy      |                                  |
| 1997.  | Sean Connery, An Intimate Portrait              | On sam                    | dokumentarni film                |
| 1997.  | Poštar                                          | Poštar                    | Redatelj i producent             |
| 1999.  | Poruka u boci                                   | Garret Blake              | Producent                        |
| 1999.  | Između ljubavi i igre                           | Billy Chapel              |                                  |
| 1999.  | Udri do kosti                                   | Navijač uz ring           |                                  |
| 2000.  | Trinaest dana                                   | Kenny O'Donnell           | Producent                        |
| 2001.  | Krađa stoljeća                                  | Thomas J. Murphy          |                                  |
| 2001.  | Road to Graceland                               | Murphy (glas)             | Kratki animirani film            |
| 2002.  | Dragonfly                                       | Joe Darrow                |                                  |
| 2003.  | Divlja prostranstva                             | Charlie Waite             | Redatelj i producent             |
| 2005.  | Druga strana bijesa                             | Denny Davies              |                                  |
| 2005.  | Šuška se, šuška                                 | Beau Burroughs            |                                  |
| 2006.  | Čuvari mora                                     | Ben Randall               |                                  |
| 2007.  | Gospodin Brooks                                 | Earl Brooks               | Producent                        |

## Vanjske poveznice
- Kevin Costner u internetskoj bazi filmova IMDb-u (engl.)
- KevinCostner.com  Arhivirana inačica izvorne stranice od 6. veljače 2015. (Wayback Machine)